# Karol Mosquera
Karol Dayana Mosquera Tangarife (* 4. November 2004) ist eine kolumbianische Leichtathletin, die sich auf den Mittelstreckenlauf spezialisiert hat.

## Sportliche Laufbahn
Erste internationale Erfahrungen sammelte Karol Mosquera im Jahr 2022, als sie bei den U20-Weltmeisterschaften in Cali mit 2:14,19 min in der ersten Runde im 800-Meter-Lauf ausschied. Im Jahr darauf gewann sie bei den U20-Südamerikameisterschaften in Bogotá in 2:11,26 min die Silbermedaille über 800 Meter und siegte mit der kolumbianischen 4-mal-400-Meter-Staffel in 3:39,08 min. 2024 belegte sie bei den U23-Südamerikameisterschaften in Bucaramanga in 2:13,65 min den sechsten Platz über 800 Meter und siegte im Staffelbewerb in 3:40,49 min.
2024 wurde Mosquera kolumbianische Meisterin in der 4-mal-400-Meter-Staffel.

## Persönliche Bestzeiten
- 800 Meter: 2:09,71 min, 3. März 2024 in Bucaramanga